# Горный (Забайкальский край)
Го́рный (до 1994 года Чита-46) — посёлок городского типа в Забайкальском крае России, закрытое административно-территориальное образование (ЗАТО), образует городской округ ЗАТО п. Горный.

## География
Посёлок расположен в 85 км юго-западнее краевого центра г. Читы, в 52 км северо-восточнее районного центра село Улёты, рядом с посёлком Дровяная Улётовского района, в 43 км к юго-востоку от ближайшей железнодорожной станции Лесная Забайкальской железной дороги (Транссибирская магистраль), в 4 км от станции Голубичная (филиал Лесная), в 1 км от ст. Елена (нерабочая, рампа Голубичная).
На момент появления площадь посёлка составляла 234 га, в 2017 году площадь достигла 626,93 га.

## История
Рабочий посёлок Горный был образован указом Президиума Верховного Совета РСФСР от 19 октября 1965 года для обслуживания военнослужащих и гражданского персонала войсковой части в связи с размещением штаба 4-й ракетной Харбинской дивизии Ракетных войск стратегического назначения, которая базировалась в посёлке до своего расформирования в 2002 году.
Постановлением Президиума Верховного Совета Российской Федерации от 14 июля 1993 года № 5572-1 посёлок Горный (Чита-46) включен в Перечень закрытых административно-территориальных образований (ЗАТО), в которых устанавливается особый режим безопасного функционирования предприятий и объектов.
В посёлке базируется 200-я артиллерийская бригада, а также сформированная в декабре 2016 года 3-я ракетная бригада 29-й общевойсковой армии Восточного военного округа. Бригада вооружена оперативно-тактическими ракетными комплексами «Искандер».
До 2007 года в Читинской области Горный, составлявший ЗАТО, выделялся как населённый пункт областного значения, в 2007 году он были включён законодательно в административный район (Улётовский) наравне с другими населёнными пунктами, находившимися в областном подчинении. Эта особенность административно-территориального устройства была сохранена при преобразовании Читинской области в Забайкальский край в 2008 году.
25 октября 2019 года в воинской части 54160, расположенной в поселке, произошло массовое убийство: солдат-срочник Рамиль Шамсутдинов расстрелял 8 человек.

## Население
| 2002    | 2007    | 2009    | 2010    | 2011    | 2012    | 2013    | 2014    |
| ------- | ------- | ------- | ------- | ------- | ------- | ------- | ------- |
| 9761    | ↗11 400 | ↘11 352 | ↗12 341 | ↗12 347 | ↘11 982 | ↘11 637 | ↘11 588 |
| 2015    | 2016    | 2017    | 2018    | 2019    | 2020    | 2021    |         |
| ↘11 547 | ↘11 451 | ↘11 337 | ↘10 891 | ↘10 539 | ↘10 238 | ↘7565   |         |

## Национальный состав
По данным Всероссийской переписи 2010 года:
Русские — 11120 чел.(90,1 %)
Украинцы — 185 чел.(1,49 %)
Буряты — 167 чел.(1,35 %)
Остальные — 869 чел.(7 %)
По данным Всероссийской переписи 2021 года:
Русские — 6724 чел.(91,17 %)
Буряты — 218 чел.(2,95 %)
Остальные — 433 чел.(5,87 %)

## Застройка
Общая площадь жилищного фонда на 01.01.2015 года составляет 134,1 тыс. м². При принятой учётной норме 15 кв. м/чел., средняя обеспеченность жильём не более 11,0 м² на человека. Жилищный фонд составляет:
- 1-этажная застройка — 37 строений;
- 2-этажная застройка — 15 строений;
- 4-этажная застройка — 26 строений;
- 5-этажная застройка — 16 строений.

Нежилой фонд, в том числе здания культурно-бытового назначения, составляют:
- здания и учреждения Министерства обороны РФ, в том числе:
  - госпиталь на 100 мест;
  - один дом офицеров Российской армии (бывший ДКСА) на 594 места;
  - две гостиницы на 250 мест;
- административные здания, в том числе:
  - одна общеобразовательная школа на 890 учащихся, сотрудников 77;
  - три детских сада (№ 5, № 6, № 17) на 600 мест;
  - детская школа искусств на 360 учащихся;
  - больница на 75 мест;
  - поликлиника на 150 тыс. посещений в год.

## Разное
Входит в перечень населенных пунктов Забайкальского края, подверженных угрозе лесных пожаров
В посёлке выходила ежемесячная газета "ЗАТО «Горный».